# Gruffydd ap Rhys II
Gruffydd ap Rhys II (... – 25 luglio 1201) è stato un principe Deheubarth (Galles sud-occidentale).

## Biografia
Era figlio di Rhys ap Gruffydd (Lord Rhys) e nipote di Gruffydd ap Rhys. Sua madre era Gwenllian, figlia di Madog ap Maredudd, principe del Powys.
Nelle intenzioni di Rhys, Gruffydd avrebbe dovuto essere l'erede principale e nel 1189 fu fatto sposato con Matilda, figlia di Guglielmo de Braose, quarto lord di Bramber, da cui ebbe due figli: Rhys e Owain. Negli ultimi anni di vita di Lord Rhys, scoppiò una contesa tra Gruffydd e il fratello Maelgwn, ciascuno dei due supportati da alcuni dei loro altri fratelli. Nel 1189 Rhys fece imprigionare Maelgwn e lo affidò a Gruffydd, che lo consegnò al suocero. Nel 1192 fu liberato, ma due anni dopo (1194) Maelgwn e il fratello Hywel sconfissero il padre e imprigionarono Gruffydd, che fu poi rilasciato da Hywel.
Rhys ap Gruffydd morì nel 1197. Gruffydd fu riconosciuto come suo successore per intervento dell'arcivescovo Hubert Walter, il justiciarius. Maelgwn utilizzò però le truppe fornite da Gwenwynwyn ab Owain del Powys per attaccare la città di Aberystwyth, che fu conquistata. Lo stesso Gruffydd fu catturato e rilasciato nel 1198 con il compito di "ammansire" Gwenwynwyn, che minacciava i possedimenti inglesi a Painscastle e a Elfael. I suoi sforzi, però, fallirono. Tuttavia, Gwenwynwyn fu sconfitto in battaglia. Gruffydd conquistò in breve tutto il Ceredigion (strappandolo a Maelgwn), tranne i castelli di Cardigan e di Ystrad Meurig. Nel 1199 espugnò il castello di Cilgerran. Maelgwn raggiunse un accordo con re Giovanni d'Inghilterra, cedendogli il castello di Cardigan in cambio di ciò che restava del Ceredigion.
Nel luglio del 1201 un altro fratello, Maredudd, fu sconfitto e Gruffydd si impossessò delle sue terre. Tuttavia, il 25 luglio Gruffydd morì di malattia e fu sepolto nell'Abbazia di Strata Florida.